# Eleothinus abstrusus
Eleothinus abstrusus är en skalbaggsart som beskrevs av Bates 1881. Eleothinus abstrusus ingår i släktet Eleothinus och familjen långhorningar.
Artens utbredningsområde är:
- El Salvador.
- Guatemala.
- Honduras.
- Nicaragua.

Inga underarter finns listade i Catalogue of Life.